# Ibitiruí
Ibitiruí é um distrito do município brasileiro de Alfredo Chaves, no interior do estado do Espírito Santo. Segundo o censo demográfico de 2022, realizado pelo Instituto Brasileiro de Geografia e Estatística (IBGE), sua população era de 611 habitantes e havia 242 domicílios particulares permanentes ocupados.
Foi criado pela lei estadual nº 1.930 de 7 de janeiro de 1964. Está situado na região oeste do município.